# Los Caracoles
Los Caracoles är en ort i Mexiko.   Den ligger i kommunen Valparaíso och delstaten Zacatecas, i den centrala delen av landet, 600 km nordväst om huvudstaden Mexico City. Los Caracoles ligger 2 092 meter över havet och antalet invånare är 234.
Terrängen runt Los Caracoles är huvudsakligen kuperad, men den allra närmaste omgivningen är platt. Los Caracoles ligger nere i en dal. Runt Los Caracoles är det mycket glesbefolkat, med 5 invånare per kvadratkilometer. Närmaste större samhälle är J. Jesús González Ortega, 11,5 km söder om Los Caracoles. Omgivningarna runt Los Caracoles är i huvudsak ett öppet busklandskap.